# Koszmosz–57
A Koszmosz–57 (oroszul: Космос 57) Koszmosz műhold a szovjet műszeres műhold-sorozat tagja. Kísérleti műszaki műhold, a Voszhod-program része.

## Küldetés
A Voszhod kétszemélyesre áttervezett űrhajó prototípusának ember nélküli, automatikus vezérlés  keretében történő kipróbálása. Feladata volt a felbocsátás, a világűrben történő szolgálat (alapmanőverek, vezérlési próbák, hírösszeköttetés), a visszaérkezés manőverrendszerének, leszállástechnikájának, felderítésének, mentésének gyakorlati próbája élethű bábuk alkalmazása mellett.

## Jellemzői
Az OKB–1 tervezőirodában kifejlesztett és építését felügyelő műhold.
1965. február 22-én a Bajkonuri űrrepülőtér indítóállomásról egy Voszhod (11A57) hordozórakétával juttatták Föld körüli, közeli körpályára. Az orbitális egység pályája 90,4 perces, 64.7 fokos hajlásszögű, elliptikus pálya perigeuma 165 kilométer, apogeuma 427 kilométer volt. Hasznos tömege 5682 kilogramm. A sorozat felépítését, szerkezetét, alapvető fedélzeti rendszereit tekintve egységesített, szabványosított tudományos-kutató űreszköz. Áramforrása kémiai akkumulátor, szolgálati ideje maximum 12 nap.
A Voszhod–1 repülése előtt, az űrverseny gyorsasága miatt a Koszmosz–47 volt az egyetlen kísérleti repülés. Jelen kísérlet során a bábuk valódi szkafanderbe voltak öltöztetve.
1965. február 22-én 1 napos szolgálati idő után, téves földi parancsra megsemmisült. Az információkapcsolat során egyszerre több jelköteg érkezett az űrhajó vételi rendszerébe, amit a vezérlőrendszer tévesen dolgozott fel. Kiadta a megsemmisítő parancsot.